# Cratere Marvin
Marvin è un cratere sulla superficie di Marte.